# استفان وویچیچ
استفان وویچیچ (کرواتی: Štefan Vujčić؛ زادهٔ ۳ ژانویهٔ ۱۹۸۶) بازیکن فوتبال اهل آلمان است.
از باشگاه‌هایی که در آن بازی کرده‌است می‌توان به باشگاه فوتبال رابوتنیچکی، باشگاه فوتبال هولشتاین کیل، باشگاه فوتبال اشکندیا، و باشگاه فوتبال هامبورگ اشاره کرد.